# Catie Munnings

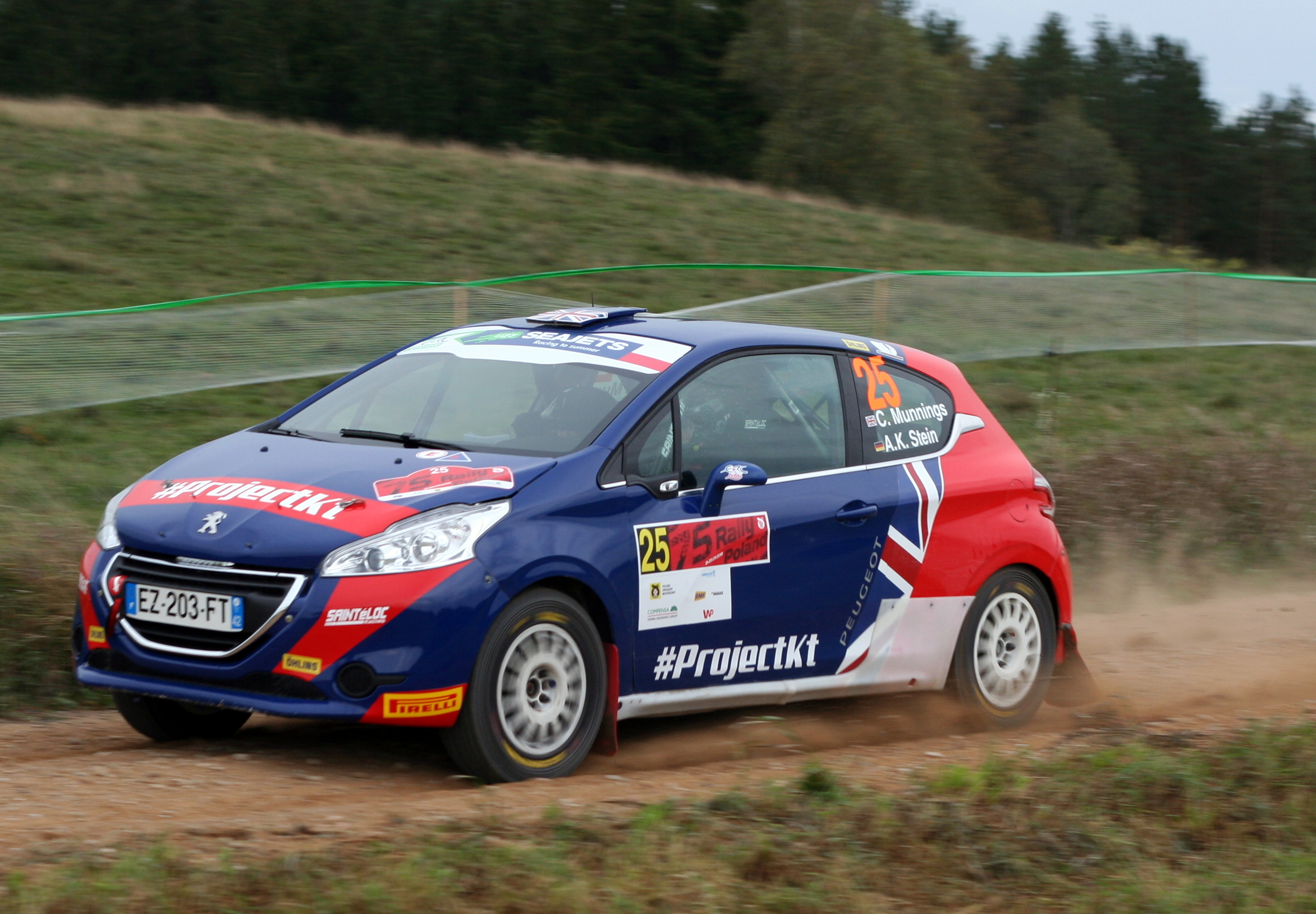
Catie Munnings im Peugeot 208 R2 bei der Rallye Polen 2018

Catherine Elizabeth Munnings (* 15. November 1997) ist eine britische Rallyefahrerin. Sie ist Tochter des ehemaligen Rallyefahrers Chris Munnings. An der Rallye-Europameisterschaft gewann sie 2016 die Women’s Trophy der Meisterschaft. Außerdem moderierte sie Caties Amazing Machines auf dem BBC-Fernsehsender CBeebies.

## Leben
Munnings wurde 1997 als Tochter des Rallyefahrers und Instruktors Chris Munnings und seiner Frau Tracey geboren. Ab ihrem siebten Lebensjahr wurde Munnings an der Mädchenschule des Kent College in Pembury unterrichtet und legte drei A-Level-Prüfungen ab. Sie fungierte als stellvertretende Schulleiterin, Akademikerin und Wissenschaftlerin für darstellende Kunst und Musik. Munnings nahm an nationalen Leichtathletikturnieren teil, wo ihr Talent als Tänzerin entdeckt wurde. Sie verband ihr akademisches Studium mit einer Rallye-Karriere und lehnte einen Studienplatz ab. Munnings arbeitet mit der ehemaligen Rennfahrerin Susie Wolff an ihrer Kampagne „Dare to be Different“, die mehr Mädchen dazu ermutigt, eine Karriere im Motorsport einzuschlagen, und mit der Wohltätigkeitsorganisation IAM RoadSmart. Sie nannte die Zweitplatzierte der Rallye-Weltmeisterschaft 1982, Michèle Mouton, die Person, die er am meisten vergöttert.
Munnings lebt mit ihrer Familie auf ihrer Farm in Headcorn in Kent.